# 平成舞祭組男
『平成舞祭組男』（へいせいぶさいくサラリーマン）は、2014年10月19日から2015年1月4日まで毎週日曜日0:50 - 1:20（土曜日深夜）に、日本テレビ系で放送された日本のテレビドラマ。主演は舞祭組。
なお本項目では日時表記を日本標準時で記載し、提出された出典内容や公式サイトで表示されている内容とは異なる。

## あらすじ
都内にある企業、「パクパク製菓」西東京支社。テキパキと仕事をこなす者が輝く中で、横尾渉、宮田俊哉、二階堂高嗣、千賀健永の4人は、仕事をうまくこなせず、上司に怒られてはまたやり直しを繰り返す日々。そんな4人がリストラの危機にさらされながらも会社の内外に現れる困難に立ち向かう日常を「あるある感覚」で綴っていくドラマ。不器用だが、ピュアなハートは負けない…逆を言えばそれ以外全部負けているどこまでもブサイクで、どこまでも愛すべき者たちの物語。

## キャスト

### パクパク製菓西東京支社

#### 営業企画二部
横尾 渉 - 横尾渉
営業企画二部→北関東出張所→営業企画二部→退職
4人の中で最年長でリーダー的存在のため、3人からは「横尾さん」「横尾先輩」などと呼ばれ、基本敬語を使われている。しかし、あまり先輩として扱われず、「”一応”先輩だし」と言われたり、話を無視されたり、器が小さいと言われる。滑舌が悪く、すぐ噛んでしまう。お菓子に対して「食べれば皆笑顔になる」と強い思い入れがある。抜けているところが多い。いち早く南条が四人を処分しようとしていたことに気づいた。ミスが多く、その度に土下座をしてきたせいで、とても綺麗な土下座ができる。里香に恋心を抱いていたが、間接的に振られる。
宮田 俊哉 - 宮田俊哉
営業企画二部→北関東出張所→営業企画二部→退職
いつも明るく、正直者。あまりにも正直過ぎるところがあり、また少し持ち上げられると上から目線になるところがある。そのため二階堂と喧嘩する。空気が読めないところがあり、大事な話をするときなどにすぐ口を挟んでしまう。しかし営業スタイルにはポリシーがあり、「馬鹿みたいに空気を読むような営業はしたくない」と思っている。里香に恋心を抱いていたが、間接的に振られる。
二階堂 高嗣 - 二階堂高嗣
営業企画二部→北関東出張所→営業企画二部→退職
熱く、基本的に人と話す距離が近い。中学校と高校ではずっと野球部にいた。いち早く里香に告白するが、好きな人がいると振られ、里香が好きなのは千賀だと気づく。それ以降も何度も里香にアタックする。
千賀 健永 - 千賀健永
営業企画二部→北関東出張所→営業企画二部→退職
3人に比べると真面目な性格。妹がいる。時計なしでぴったり5秒を計ることができる。唯一、里香に恋心はなく南条のことが好き南条がリストラされかけたとき守ったり、横尾が南条に抱きついたとき、引き剥がすために勢いよく突き飛ばすなど。一度だけ横尾を呼び捨てにした。
南条 愛 - マイコ
本社→営業企画二部
突然二部にやってきて、そのまま部長になったキャリアウーマン。厳しく、当たりが強い。やって来たのは4人を必要かどうか見極め、結果的には処分するための係だったが、一度上層部にリストラされかけられたのを千賀に守られて以来、少しずつ考えが変わる。
芹沢 公彦 - 野間口徹
営業企画課長→北関東出張所→営業企画課長
失敗ばかりの4人を叱る上司。上層部には頭が上がらない性格だが、自分の行いにより4人と共に二部へ飛ばされ、4人に謝罪するも笑顔で許してもらい、それ以来4人の味方になる。
伊丹 秀夫 - 志賀廣太郎
部長。4人のことを重要だと思っている。壺を何度か壊される。

#### 総務部
湊 里香 - 南沢奈央
4人を励ますヒロイン。千賀のことが好き。

### パクパク製菓本社
玉垣 裕二 - 岡田義徳
営業統括→解雇→ハングリーキッズ・ジャパン
南条の上司。二部の企画を盗むなど、狡賢いところがある。

### ゲスト
キャスト名横の表記は出演回。
第1話
- 玉森裕太、藤ヶ谷太輔、北山宏光（パクパク製菓のCMタレント）

第2話
- 狭井 広（セマイ商事社長） - おかやまはじめ
- 山口 熊雄（西東京支社オフィスビル警備員） - 植木紀世彦

第3話
- 高見沢 鉄男（スーパータカミザワ社長） - 大河内浩

第6話
- 小川 圭輝（アントレ・ヌー・ショコラータオーナーパティシエ） - 八十田勇一

第7話
- 大森 匠（パクパク製菓本社専務） - 山本亨

## スタッフ
- 脚本 - 山浦雅大、東京03[12]
- 音楽 - ゲイリー芦屋
- 総監督 - 栗原甚
- 監督 - 栗原甚、岡本充史、後藤孝太郎
- ナレーター - 湯浅真由美
- 脚本協力 - 本田誠人
- 監督補 - 大澤宏一郎
- 助監督 - 後藤孝太郎
- アニメーション - 安部祐也、宇城美咲
- 振付 - 振付稼業air:man
- アクション - 吉田浩之
- 制作 - 福士睦
- プロデューサー - 石尾純、植野浩之、伊藤裕史
- ラインプロデューサー - 堀尾星矢
- プロデューサー補 - 下鳥真沙、佐藤利佳
- 企画制作 - 日本テレビ
- 企画協力 - ジャニーズ事務所
- 制作プロダクション - 日テレアックスオン
- 制作協力 - イメージフィールド
- 製作著作 - 「平成舞祭組男」製作委員会（D.N.ドリームパートナーズ、vap）

## 放送日程
| 各話              | 放送日         | 原作コント       | 監督       |
| ----------------- | -------------- | ---------------- | ---------- |
| 第1話             | 2014年10月19日 | 格安ツアー       | 栗原甚     |
| 第2話             | 10月26日       | 営業スタイル     | 栗原甚     |
| 第3話             | 11月02日       | ストップウォッチ | 栗原甚     |
| 第4話             | 11月09日       | みみっちい       | 岡本充史   |
| 第5話             | 11月16日       | 妹               | 栗原甚     |
| 第6話             | 11月23日       | 余裕             | 栗原甚     |
| 第7話             | 11月30日       | 落ち込む同僚     | 岡本充史   |
| 第8話             | 12月07日       | 陰口             | 後藤孝太郎 |
| 第9話             | 12月28日       |                  |            |
| 第10話            | 12月28日       |                  |            |
| 第11話            | 2015年01月04日 |                  |            |
| 第12話 （最終話） | 2015年01月04日 |                  |            |

- 第9話以降は1日につき2話連続放送（放送枠は通しで60分。一部ネット局は通常通り）。

## ネット局
| 放送対象地域   | 放送局              | 放送期間                       | 放送時間                         | 系列           | 備考   |
| -------------- | ------------------- | ------------------------------ | -------------------------------- | -------------- | ------ |
| 関東広域圏     | 日本テレビ（NTV）   | 2014年10月19日 - 2015年1月4日  | 日曜日 0:50 - 1:20（土曜日深夜） | 日本テレビ系列 | 制作局 |
| 福岡県         | 福岡放送（FBS）     | 2014年10月23日 - 2015年1月15日 | 木曜日 2:10 - 2:40（水曜日深夜） | 日本テレビ系列 |        |
| 宮城県         | ミヤギテレビ（MMT） | 2014年10月28日 - 2015年2月3日  | 火曜日 0:59 - 1:29（月曜日深夜） | 日本テレビ系列 |        |
| 中京広域圏     | 中京テレビ（CTV）   | 2014年10月30日 - 2015年1月29日 | 木曜日 2:15 - 2:45（水曜日深夜） | 日本テレビ系列 |        |
| 近畿広域圏     | 読売テレビ（ytv）   | 2014年10月30日 - 2015年1月29日 | 木曜日 2:43 - 3:18（水曜日深夜） | 日本テレビ系列 |        |
| 鳥取県・島根県 | 日本海テレビ（NKT） | 2015年1月9日 - 3月26日         | 金曜日 1:34 - 2:04（木曜日深夜） | 日本テレビ系列 |        |
| 富山県         | 北日本放送（KNB）   | 2015年4月14日 - 4月24日        | 平日の深夜枠にて集中放送。       | 日本テレビ系列 |        |